# フレッド・ローズ
フレッド・ローズ（Fred Rose、1898年8月24日 - 1954年12月1日）は、アメリカ合衆国のソングライター、音楽出版事業経営者で、カントリー・ミュージック殿堂博物館の設立時に殿堂入りした3人のうちのひとり。

## 生涯
フレッド・ローズはインディアナ州エバンズビルに生まれ、小さな子どもの頃からピアノを弾き、歌を歌っていた。十代でイリノイ州シカゴに移ると、ローズは酒場でチップを求めて演奏するようになり、やがてヴォードヴィルに加わった。最終的に、ローズはソングライターとして成功したが、最初のヒット曲となったのは女芸人ソフィー・タッカー（Sophie Tucker）に提供した作品だった。
フレッド・ローズは、一時テネシー州ナッシュビルに住んでいたが、当地で取り組んだラジオ番組は長続きせず、ソングライターとして生計を立てる望みを持ってニューヨークのティン・パン・アレーへと向かった。そのニューヨークで、ローズは、RKOのB級西部劇映画のスターで、「Back In the Saddle Again」をジーン・オートリー（Gene Autry）と共作した、レイ・ホイットレー（Ray Whitley）と組んで曲を作り始め、この共同作業がローズをカントリー音楽に引き込んだ。ローズは、時にはハリウッドのレイ・ホイットレーと妻ケイ（Kay）のアパートに滞在して、レイの映画で使う楽曲を数多く作り出した。
1942年、ナッシュビルに戻ったローズは、（当時はまだラジオ番組だった）『グランド・オール・オプリ』のスターであるロイ・エイカフと組んで、ナッシュビルに拠点を置く最初の音楽出版社を興した。彼らが設立したエイカフ＝ローズ・ミュージックは、たちまち成功を収めたが、それは、権利委託者のひとりであったハンク・ウィリアムズが大量のヒットを飛ばしたことによるものであった。エイカフ＝ローズ・ミュージックは、フレッド・ローズの死後も、カントリー音楽業界の基礎であり続けた。フレッドの息子ウェズレー・ローズは父の後を受け継いで社長となり、ロイ・エイカフとの共同経営を続けたが、1985年に同社は所有する楽曲に関する諸権利を、グランド・オール・オプリの親会社であるゲイロード・エンターテインメント（Gaylord Entertainment Company）の完全子会社ゲイロード・ブロードキャスティング（Gaylord Broadcasting）に売却した。
音楽出版事業の経営にあたっていた間も、フレッド・ローズは多数のカントリー楽曲を書き続け、カントリー音楽業界における最も重要な人物のひとりとなった。ローズは、フロイド・ジェンキンス（Floyd Jenkins）という筆名でも楽曲を発表していた。
フレッド・ローズは1954年にナッシュビルで亡くなり、当地のマウント・オリベット墓地（Mount Olivet Cemetery）に埋葬された。
1961年にカントリー・ミュージック殿堂博物館が設立された際、フレッド・ローズは、ハンク・ウィリアムズ、「カントリー音楽の父」ジミー・ロジャーズ（Jimmie Rodgers）とともに、最初に殿堂入りした3人のうちのひとりとなった。ローズはまた、1970年にはナッシュビル・ソングライターの殿堂（Nashville Songwriters Hall of Fame）、1985年にはソングライターの殿堂（Songwriters Hall of Fame）においても殿堂入りとなった。

## 代表的な作品
曲名 (共作者) - 代表的な歌手（Wikipedia 日本語版に記事のある人名は日本語表記による）
- A Pair of Broken Hearts (Rose/Carson) - Hank Snow
- Red Hot Mama (Rose/Wells Gilbert/Bud Cooper) - Sophie Tucker, クリフ・エドワーズ
- Red Hot Henry Brown - The Charleston Chasers, Margaret Young
- Charlestonette (Rose/Paul Whiteman) - Paul Whiteman and His Orchestra
- 'Deed I Do (Rose/Walter Hirsch) - Sophie Tucker
- Be Honest With Me (Rose/Gene Autry) - Gene Autry
- Pins and Needles (in My Heart) - Darrell McCall
- No One Will Ever Know (Rose/Mel Foree) - Marty Robbins, Gene Watson
- Flamin' Mamie (Rose/Paul Whiteman) - Coon-Sanders Orchestra, Aileen Stanley
- Blue Eyes Crying in the Rain (Rose) - Roy Acuff, オリビア・ニュートン＝ジョン (1976), ウィリー・ネルソン, ハンク・ウィリアムズ（『Mothers Best Show』での演奏）
- Take These Chains From My Heart (Rose/Hy Heath) - ハンク・ウィリアムズ
- It'a Sin (Rose/William E. Grishaw) - Eddy Arnold
- Texarkana Baby (Rose/Clark) - Eddy Arnold, Bob Wills
- I Can't Go On This Way (Rose)- Bob Wills
- Crazy Heart (Rose)- ハンク・ウィリアムズ
- Faded Love and Winter Roses (Rose) - Carl Smith, David Houston
- Foggy River (Rose) - Carl Smith
- Kaw-Liga  (Rose/Hank Williams) - ハンク・ウィリアムズ, Hank Williams, Jr., カール・パーキンス, Charley Pride
- Roly Poly (Rose) - Bob Wills, Carl Smith, ハンク・ウィリアムズ, Jim Reeves
- Settin' the Woods on Fire (Rose/Ed G. Nelson) - ハンク・ウィリアムズ
- I'll Never Get Out of This World Alive (Rose/Williams) - ハンク・ウィリアムズ
- Waltz of the Wind (Rose) - Roy Acuff, Carl Smith, Hank Locklin, Marty Robbins
- Hang Your Head in Shame (Rose/Ed G. Nelson/Steve Nelson) - Bob Wills, Red Foley
- Deep Water (Rose) - Carl Smith, ジョージ・ストレイト